# Live in New York City (album de John Lennon)
Pour les articles homonymes, voir Live in New York.
Albums de John Lennon
Milk and Honey
(1984) Menlove Ave.
(1986)
Live in New York City est un album posthume de John Lennon, produit par sa veuve Yoko Ono en 1986. Tiré d'un spectacle enregistré en 1972, il s'agit de son deuxième album live après Live Peace in Toronto 1969 (ou le troisième en comptant le disque 2 du double album Some Time in New York City).

## Historique
Ce disque est tiré de deux performances du concert de charité One to One au Madison Square Garden de New-York, le 30 août 1972, organisé en soutien aux enfants déficients de l'école Willowbrook State School (en). L'idée du spectacle est venue au musicien à la suite de la lecture d'un article rédigé par Geraldo Rivera, un ami des Lennon, à propos d'un scandale qui a secoué cet établissement de Staten Island. D'autres artistes invités étaient présents lors de ce concert, Stevie Wonder, Roberta Flack, Melanie Safka et le groupe Sha Na Na, mais leurs prestations ne furent pas incluses sur ce disque ni sur la vidéo sortie simultanément. Le groupe new yorkais Elephant's Memory (en) accompagne John et Yoko lors de cette soirée. La vente des billets, au coût de 5 $US, 7,50 $US ou 10 $US, a permis d'amasser 1,5M $US. Lennon lui-même a acheté environ 60 000 billets qu'il a remis aux bénévoles et au public,.

## Accueil
Cet album a atteint respectivement les 55e et 41e places dans les palmarès britannique et américain mais n'est plus commercialement disponible. Un extrait de la finale de la chanson Give Peace a Chance enregistrée lors de ce concert a été mixée avec la chanson Happy Xmas (War Is Over) parue dans la compilation Shaved Fish publiée en 1975.

## Postérité
Tous ces enregistrements sont inclus sur le troisième disque de la compilation Instant Karma: All-Time Greatest Hits mis en marché en 2002.
Un documentaire intitulé One to One: John & Yoko, réalisé par Kevin Macdonald, explore l'arrivée du couple à New York culminant avec ce seul concert entier de Lennon après la séparation des Beatles. La première a eu lieu le 30 août 2024 à la Mostra de Venise.

## Titres
Sauf mention contraire, toutes les chansons sont de John Lennon.
Face 1
1. New York City – 3:38
2. It's So Hard – 3:18
3. Woman Is the Nigger of the World (John Lennon/Yoko Ono) – 5:30
4. Well Well Well (en) – 3:51
5. Instant Karma! – 3:40

Face 2
1. Mother – 5:00
2. Come Together (Lennon/McCartney) - 4:21
3. Imagine - 3:17
4. Cold Turkey - 5:29
5. Hound Dog (Jerry Leiber / Mike Stoller) - 3:09
6. Give Peace a Chance (Lennon/McCartney) - 1:00

## Titres sur la vidéo
- Power to the People
- New York City
- It's So Hard
- Woman Is the Nigger of the World (Lennon/Ono)
- Sisters O Sisters (Ono)
- Well Well Well
- Instant Karma!
- Mother
- Born in a Prison (Ono)
- Come Together (Lennon/McCartney)
- Imagine
- Cold Turkey
- Hound Dog (Leiber/Stoller)
- Give Peace a Chance (Lennon/McCartney)

## Classement
| Classement (1975)             | Meilleure position |
| ----------------------------- | ------------------ |
| Royaume-Uni (UK Albums Chart) | 55                 |
| États-Unis (Billboard)        | 41                 |
| France (IFOP)                 | 33                 |

## Chansons interprétées
| - Power to the People - New York City - It’s So Hard - Move On Fast (Ono) - Woman Is the Niger of the World - Sisters O' Sisters (Ono) - Well Well Well - Born in a Prison (Ono) - Instant Karma - Mother - We're All Water (Ono) - Come Together - Imagine - Open Your Box (Ono) - Cold Turkey - Don’t Worry Kyoko (Mummys only Looking for Her Hand in the Snow) (Ono) - Hound Dog | - Power to the People - New York City - It’s So Hard - Woman is the Niger of the World - Sisters O’ Sisters (Ono) - Well Well Well - Instant Karma - Mother - We're All Water (Ono) - Come Together - Imagine - Cold Turkey - Hound Dog - Give Peace a Chance |

## Musiciens
- John Lennon : chant, guitare rythmique, piano électrique Wurlitzer 200-A, piano
- Yoko Ono : chant, piano électrique Wurlitzer 200-A, piano, percussion
- Wayne 'Tex' Gabriel : guitare solo
- Gary Van Scyoc : basse
- John Ward : basse
- Stan Bronstein : saxophone
- Adam Ippolito : piano
- Jim Keltner : batterie
- Richard Frank Jr. : batterie